# 430 km Silverstona 1991
430 km Silverstona 1991 je bila tretja dirka Svetovnega prvenstva športnih dirkalnikov v sezoni 1991. Odvijala se je 19. maja 1991.

## Rezultati
| Poz    | Razred | Št | Moštvo                                  | Dirkači                            | Šasija                             | Gume | Krogi |
| Poz    | Razred | Št | Moštvo                                  | Dirkači                            | Motor                              | Gume | Krogi |
| ------ | ------ | -- | --------------------------------------- | ---------------------------------- | ---------------------------------- | ---- | ----- |
| 1      | C1     | 4  | Silk Cut Jaguar                         | Teo Fabi Derek Warwick             | Jaguar XJR-14                      | G    | 83    |
| 1      | C1     | 4  | Silk Cut Jaguar                         | Teo Fabi Derek Warwick             | Cosworth HB 3.5L V8                | G    | 83    |
| 2      | C1     | 2  | Team Sauber Mercedes                    | Karl Wendlinger Michael Schumacher | Mercedes-Benz C291                 | G    | 82    |
| 2      | C1     | 2  | Team Sauber Mercedes                    | Karl Wendlinger Michael Schumacher | Mercedes-Benz M291 3.5L Flat-12    | G    | 82    |
| 3      | C1     | 3  | Silk Cut Jaguar                         | Martin Brundle                     | Jaguar XJR-14                      | G    | 79    |
| 3      | C1     | 3  | Silk Cut Jaguar                         | Martin Brundle                     | Cosworth HB 3.5L V8                | G    | 79    |
| 4      | C2     | 1  | Team Sauber Mercedes                    | Jochen Mass Jean-Louis Schlesser   | Mercedes-Benz C11                  | G    | 79    |
| 4      | C2     | 1  | Team Sauber Mercedes                    | Jochen Mass Jean-Louis Schlesser   | Mercedes-Benz M119 5.0L Turbo V8   | G    | 79    |
| 5      | C1     | 8  | Euro Racing                             | Cor Euser Richard Piper            | Spice SE90C                        | G    | 78    |
| 5      | C1     | 8  | Euro Racing                             | Cor Euser Richard Piper            | Ford Cosworth DFR 3.5L V8          | G    | 78    |
| 6      | C1     | 6  | Peugeot Talbot Sport                    | Mauro Baldi Philippe Alliot        | Peugeot 905                        | M    | 78    |
| 6      | C1     | 6  | Peugeot Talbot Sport                    | Mauro Baldi Philippe Alliot        | Peugeot SA35 3.5L V10              | M    | 78    |
| 7      | C2     | 16 | Repsol Brun Motorsport                  | Oscar Larrauri Jésus Pareja        | Porsche 962C                       | Y    | 77    |
| 7      | C2     | 16 | Repsol Brun Motorsport                  | Oscar Larrauri Jésus Pareja        | Porsche Type-935 3.2L Turbo Flat-6 | Y    | 77    |
| 8      | C2     | 11 | Porsche Kremer Racing                   | Manuel Reuter Harri Toivonen       | Porsche 962CK6                     | Y    | 76    |
| 8      | C2     | 11 | Porsche Kremer Racing                   | Manuel Reuter Harri Toivonen       | Porsche Type-935 3.2L Turbo Flat-6 | Y    | 76    |
| 9      | C2     | 13 | Courage Compétition                     | Michel Trollé Claude Bourbonnais   | Cougar C26S                        | G    | 75    |
| 9      | C2     | 13 | Courage Compétition                     | Michel Trollé Claude Bourbonnais   | Porsche Type-935 3.2L Turbo Flat-6 | G    | 75    |
| 10     | C2     | 17 | Repsol Brun Motorsport                  | Massimo Sigala Walter Brun         | Porsche 962C                       | Y    | 75    |
| 10     | C2     | 17 | Repsol Brun Motorsport                  | Massimo Sigala Walter Brun         | Porsche Type-935 3.0L Turbo Flat-6 | Y    | 75    |
| 11     | C2     | 18 | Mazdaspeed                              | Dave Kennedy Maurizio Sandro Sala  | Mazda 787                          | D    | 74    |
| 11     | C2     | 18 | Mazdaspeed                              | Dave Kennedy Maurizio Sandro Sala  | Mazda R26B 2.6L 4-Rotor            | D    | 74    |
| 12 NC  | C2     | 14 | Team Salamin Primagaz                   | Antoine Salamin Max Cohen-Olivar   | Porsche 962C                       | G    | 49    |
| 12 NC  | C2     | 14 | Team Salamin Primagaz                   | Antoine Salamin Max Cohen-Olivar   | Porsche Type-935 3.0L Turbo Flat-6 | G    | 49    |
| 13 DNF | C1     | 5  | Peugeot Talbot Sport                    | Keke Rosberg Yannick Dalmas        | Peugeot 905                        | M    | 50    |
| 13 DNF | C1     | 5  | Peugeot Talbot Sport                    | Keke Rosberg Yannick Dalmas        | Peugeot SA35 3.5L V10              | M    | 50    |
| 14 DNF | C2     | 21 | Konrad Motorsport                       | Franz Konrad Tiff Needell          | Porsche 962C                       | G    | 35    |
| 14 DNF | C2     | 21 | Konrad Motorsport                       | Franz Konrad Tiff Needell          | Porsche Type-935 3.2L Turbo Flat-6 | G    | 35    |
| 15 DNF | C2     | 59 | Team Salamin Primagaz Team Schuppan     | Eje Elgh Jonathan Palmer           | Porsche 962C                       | D    | 33    |
| 15 DNF | C2     | 59 | Team Salamin Primagaz Team Schuppan     | Eje Elgh Jonathan Palmer           | Porsche Type-935 3.2L Turbo Flat-6 | D    | 33    |
| 16 DNF | C2     | 12 | Courage Compétition                     | Marco Brand François Migault       | Cougar C26S                        | G    | 6     |
| 16 DNF | C2     | 12 | Courage Compétition                     | Marco Brand François Migault       | Porsche Type-935 3.2L Turbo Flat-6 | G    | 6     |
| DNS    | C1     | 60 | Louis Descartes Chamberlain Engineering | Mercedes Stermitz John Sheldon     | Spice SE89C                        | G    | -     |
| DNS    | C1     | 60 | Louis Descartes Chamberlain Engineering | Mercedes Stermitz John Sheldon     | Ford Cosworth DFZ 3.5L V8          | G    | -     |
| DNQ    | C1     | 7  | Louis Descartes                         | Luigi Taverna Philippe de Henning  | ALD C91                            | G    | -     |
| DNQ    | C1     | 7  | Louis Descartes                         | Luigi Taverna Philippe de Henning  | Ford Cosworth DFR 3.5L V8          | G    | -     |

## Statistika
- Najboljši štartni položaj - #4 Silk Cut Jaguar - 1:27.478
- Najhitrejši krog - #3 Silk Cut Jaguar - 1:29.372
- Povprečna hitrost - 196.413km/h